# TOI-561
TOI 561 là một ngôi sao giống Mặt Trời cũ, nghèo kim loại.
Nó là một ngôi sao lùn màu cam, ước tính khoảng 10,5 tỷ năm tuổi, có khối lượng bằng 79% và bán kính bằng 85% Sol, mặt trời của Trái Đất, độ sáng biểu kiến là 10.25, kiểu quang phổ là G9V.

TOI-561b

Vào tháng 1 năm 2021, một nhóm nghiên cứu do Lauren Weiss thuộc Đại học California, Riverside dẫn đầu đã thông báo rằng, sử dụng dữ liệu từ Vệ tinh Khảo sát Hành tinh ngoài Hành tinh Quá cảnh của NASA, họ đã tìm thấy một Siêu Trái Đất ở quỹ đạo rất gần, cũng như hai Sao Hải Vương bên ngoài. Hành tinh trong cùng, TOI-561b, quay quanh một ngày Trái Đất.

## Hệ hành tinh
Tùy thuộc vào nghiên cứu, TOI-561 có 3 (Weiss) hoặc 4 (Lacedelli) hành tinh. Sự khác biệt đến từ các cách giải thích khác nhau về hai sự kiện chuyển tuyến liên quan đến TOI-561d ở Weiss 2020. Chỉ có hai lần chuyển tuyến được quan sát bởi TESS và lần chuyển tuyến thứ ba trong khoảng thời gian 16 ngày sẽ xảy ra ở giữa khoảng cách dữ liệu.
| Thiên thể đồng hành (thứ tự từ ngôi sao ra) | Khối lượng     | Bán trục lớn (AU)  | Chu kỳ quỹ đạo (ngày) | Độ lệch tâm     | Độ nghiêng     | Bán kính        |
| ------------------------------------------- | -------------- | ------------------ | --------------------- | --------------- | -------------- | --------------- |
| b                                           | 1.56± 0.36 M🜨  | 0.01055± 0.0008    | 0.446578± 0.000017    | 0               | 870+21 −28°    | 1.423± 0.066 R🜨 |
| TOI-561c                                    | 5.40± 0.98 M🜨  | 0.08809± 0.0007    | 10.779± 0.004         | 0060+0067 −0042 | 8953+032 −039° | 2.878± 0.096 R🜨 |
| TOI-561d                                    | 11.95± 1.28 M🜨 | 0.1569± 0.0012     | 25.62± 0.04           | 0051+0064 −0031 | 8954+028 −021° | 2.53± 0.13 R🜨   |
| TOI-561e                                    | 16.0± 2.3 M🜨   | 03274+00028 −00027 | 77.23± 0.39           | 0061+0051 −0042 | 8975+014 −008° | 2.67± 0.11 R🜨   |

| Thiên thể đồng hành (thứ tự từ ngôi sao ra) | Khối lượng      | Bán trục lớn (AU) | Chu kỳ quỹ đạo (ngày)       | Độ lệch tâm | Độ nghiêng | Bán kính      |
| ------------------------------------------- | --------------- | ----------------- | --------------------------- | ----------- | ---------- | ------------- |
| b                                           | 3.2± 0.8 M🜨     | 0.01064± 0.00013  | 0.446573+0.000032 −0.000021 | 0           | —          | 1.45± 0.11 R🜨 |
| TOI-561c                                    | 7.0± 2.3 M🜨     | 0.0888± 0.0011    | 10.77892± 0.00015           | 0           | —          | 2.90± 0.13 R🜨 |
| TOI-561d (f)                                | 3.0+2.4 −1.9 M🜨 | 0.1174± 0.0015    | 16.287± 0.005               | 0           | —          | 2.32± 0.16 R🜨 |